# Louise Françoise Tardieu

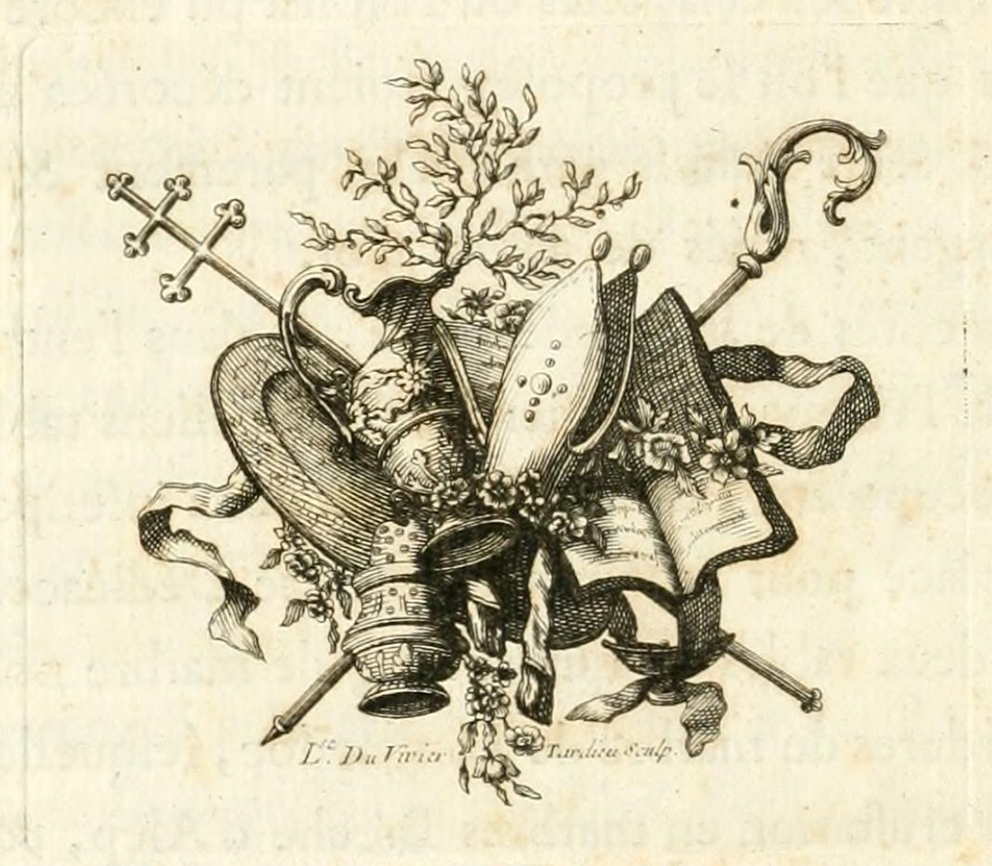

Jeanne Louise Françoise Tardieu (* 1719 in Paris; † 6. April 1762 ebenda) war eine französische Kupferstecherin.
Sie war die Tochter des Medailleurs Benjamin Duvivier und war mit dem Kupferstecher Jacques Nicolas Tardieu (1760–1791) verheiratet, in dessen Werkstatt sie arbeitete.